# Schizoglossa novoseelandica
Schizoglossa novoseelandica är en snäckart. Schizoglossa novoseelandica ingår i släktet Schizoglossa och familjen Rhytididae.

## Underarter
Arten delas in i följande underarter:
- S. n. barrierensis
- S. n. novoseelandica

## Bildgalleri

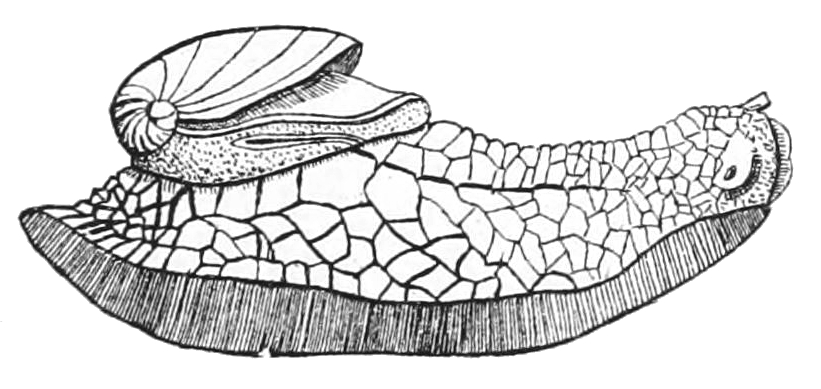
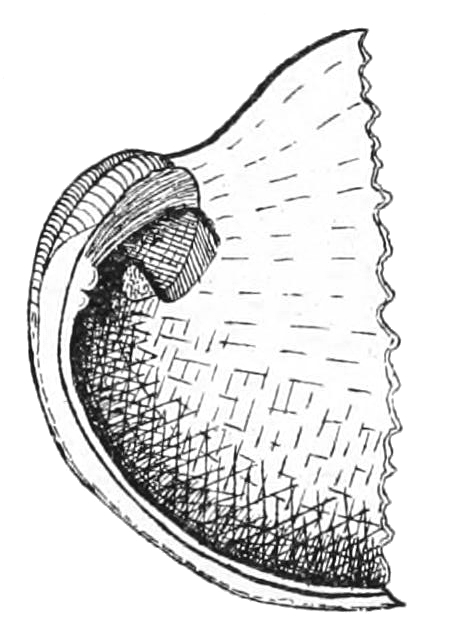
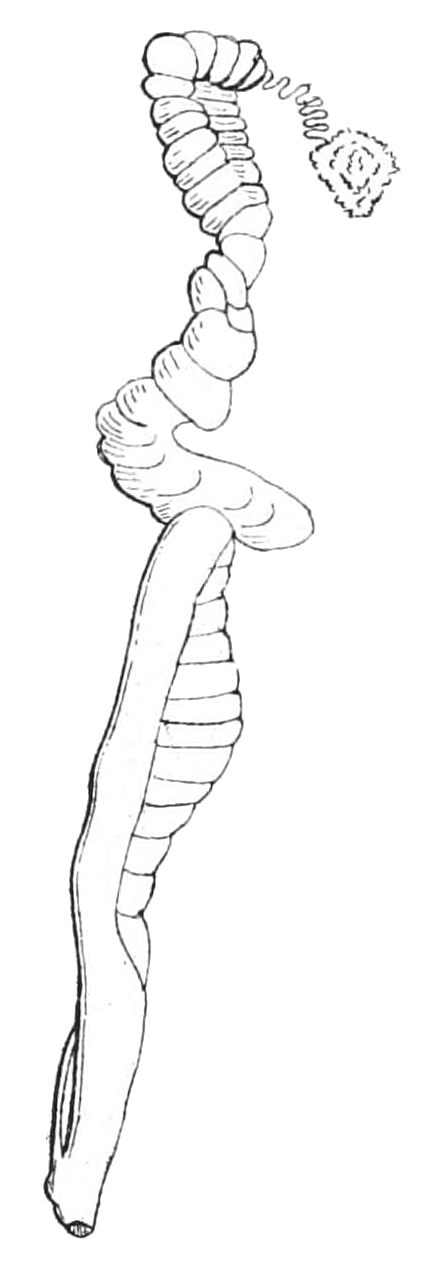
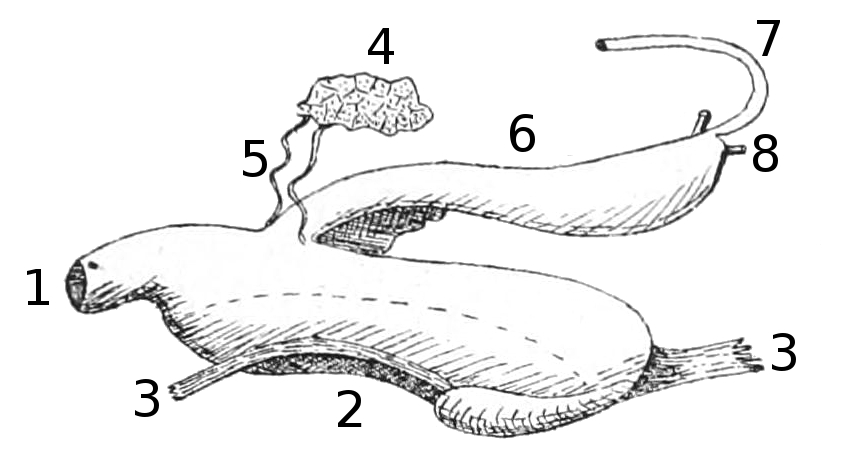
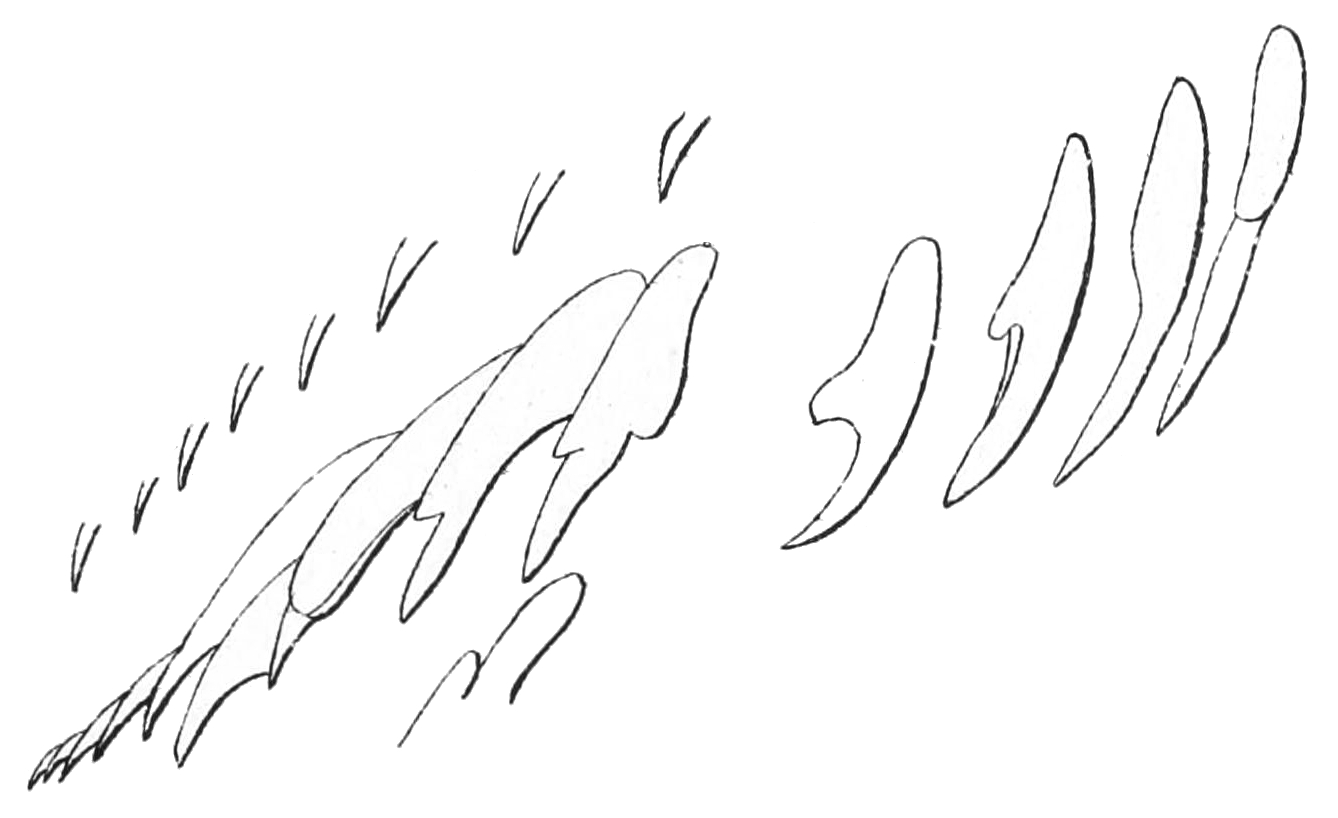